# Anacamptodon validinervis
Anacamptodon validinervis là một loài Rêu trong họ Fabroniaceae. Loài này được Dixon & P. de la Varde mô tả khoa học đầu tiên năm 1927.